# 황규영
황규영(1966년 8월 30일 ~ )은 대한민국의 가수, 작사가, 작곡가이다.
강원도 원주에서 태어났다. 서울예술전문대학 실용음악학과를 전문학사 졸업한 그는 1988년 언더그라운드 라이브 클럽에서 록 음악 가수로 첫 데뷔한 그는 1993년 솔로 1집 수록곡 《나는 문제없어》로 가요 분야에 정식 데뷔하였다.
취미는 영화 감상이며 특기는 악기 연주이다.

## 앨범
- 1집 나는 문제 없어 (1993.11.01)
- 2집 X-lt (1995.05)
- 3집 Jean & Cake (1996.06.20)
- She's Gone (1998.12)
- 4집 She (2002.02)
- 나는 문제 없어 (Live Remix) (2007.12.13)
- 용서 (2008.12.18)
- 5집 황규영 (2009.04.10)
- 나는 문제 없어 (Dj Remix) (Digital Single) (2010.07.05)
- 나는 문제 없어 (2010.07.05)
- White day (2013.02.14)

## 같이 보기
- 김명철

## 광고
- 2021년 잡코리아 (노래)

## 수상
- 1994년 한국노랫말상 좋은 노랫말상